# Higashimurayama

Higashimurayama (東村山市 Higashimurayama-shi?) este un municipiu din Japonia, zona metropolitană Tokyo.